# Rho Ophiuchi
Rho Ophiuchi (ρ Ophiuchi, förkortat Rho Oph, ρ Oph) som är stjärnans Bayerbeteckning, är en multippelstjärna belägen i den sydvästra delen av stjärnbilden Ormbäraren. Den har en skenbar magnitud på 4,63 och är synlig för blotta ögat där ljusföroreningar ej förekommer. Baserat på parallaxmätning inom Hipparcosuppdraget på ca 9 mas, beräknas den befinna sig på ett avstånd av ca 360 ljusår (110 parsek) från solen.
Den interstellära skymningen (AV ) av Rho Ophiuchi är uppmätt till 1,45 magnituder, på grund av att stoft och gas framför stjärnorna absorberar ljus från dem. Dessutom sprider gas och stoft också mer högfrekvent ljus, vilket gör att ljuset blir mer rödaktigt. Den interstellära rodnaden (EB-V ) hos Rho Ophiuchi har uppmätts till 0,47 magnituder.

## Egenskaper
Primärstjärnan i Rho Ophiuchi är troligen en blåvit underjättestjärna i av spektralklass B2/3V. Den har en massa som är 9 gånger solens massa och utsänder från dess fotosfär 4 900 gånger mera energi än solen vid en effektiv temperatur på ca 22 400 K .
Det centrala paret i multippelsystemet är känt som Rho Ophiuchi AB. Det består av minst två blåfärgade underjättar eller huvudseriestjärnor, betecknade Rho Ophiuchi A respektive B. Rho Ophiuchi AB är en visuell dubbelstjärna och det projicerade avståndet mellan de två stjärnorna uppskattas till 3,1 bågsekunder, vilket motsvarar en separation av minst 344 astronomiska enheter (AE). Den faktiska separationen är dock större, och de två stjärnorna tar cirka 2 400 år för att slutföra en omloppsbana.
Flera andra stjärnor ligger nära Rho Ophiuchi AB där HD 147932 har en separation på 2,5 bågminuter (minst 17 000 AE) och är känd som Rho Ophiuchi C och HD 147888 som ligger med en separation på 2,82 bågminuter (minst 19 000 AE) och är känd som Rho Ophiuchi DE. Stjärnor C och D är båda huvudseriestjärnor av typ B, och D själv är en annan dubbelstjärna med en omloppstid på ca 680 år.
Rho Ophiuchi är även namnet på Rho Ophiuchi-molnkomplexet. Det är en nebulosa av gas och stoft, som omger Rho Ophiuchi. Det är en av de stjärnbildande regionerna som är enklast att observera, eftersom det är en av de närmaste, och synlig från hela jorden.